# Cantons del Gard

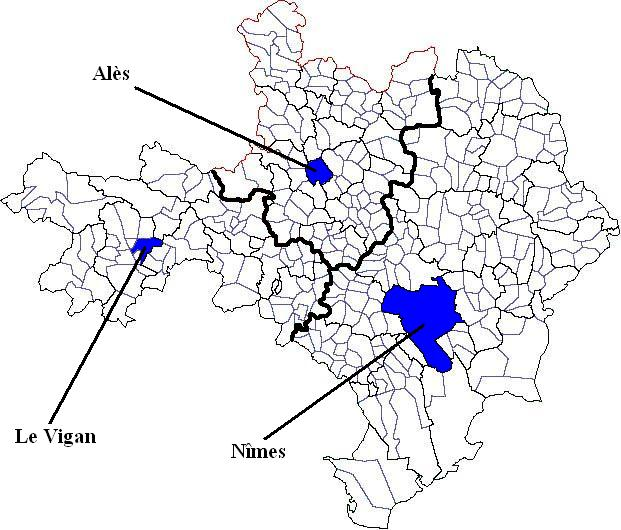
Els tres districtes del Gard

Els cantons del Gard departament francès de la regió Occitània, són 46, agrupats en tres districtes:
- Districte d'Alès (12 cantons - sotsprefectura: Alès): cantó d'Alès-Nord-Est - cantó d'Alès-Oest - cantó d'Alès-Sud-Est - cantó d'Andusa - cantó de Barjac - cantó de Besseja - cantó de Ginolhac - cantó de La Grand Comba - cantó de Ledinhan - cantó de Sant Ambruèis - cantó de Sant Joan del Gard - cantó de Vézénobres.
- Districte de Nimes (24 cantons - prefectura: Nimes): cantó d'Aigues-Mortes - cantó d'Aramon - cantó de Banhòus de Céser - cantó de Bèucaire - cantó de Lussan - cantó de Margarida - cantó de Nimes-1 - cantó de Nimes-2 - cantó de Nimes-3 - cantó de Nimes-4 - cantó de Nimes-5 - cantó de Nimes-6 - cantó de Lo Pònt Sent Esperit - cantó de Remolins - cantó de Rhôny-Vidourle (amb cap a Aimargues) - cantó de Ròcamaura - cantó de Sench Agde - cantó de Sant Geli - cantó de Sant Mamet del Gard - cantó de Somèire - cantó d'Usès - cantó de Vauvèrd - cantó de Vilanova d'Avinyó - cantó de La Vistrenca (amb cap a Bouillargues)
- Districte de Lo Vigan (10 cantons - sotsprefectura: Le Vigan): cantó d'Alzon - cantó de La Sala - cantó de Quiçac - cantó de Sant Andrieu de Valbornha - cantó de Sent Ipolit - cantó de Sauve - cantó de Sumèna - cantó de Trève - cantó de Valerauga - cantó de Lo Vigan